# Sečovce
Sečovce (hongrois : Gálszécs) est une ville de la région de Košice, en Slovaquie, dans l'ancien comitat hongrois de Zemplín.

## Histoire
La première mention écrite du village daye de 1255.

## Démographie

### Évolution de la population
| Année:               | 1994. | 2004.   | 2014.   | 2024.   |
| -------------------- | ----- | ------- | ------- | ------- |
| Nombre de personnes: | 7348  | 7882    | 8352    | 8538    |
| Différence:          |       | +7,26 % | +5,96 % | +2,22 % |

| Année:               | 2023. | 2024.   |
| -------------------- | ----- | ------- |
| Nombre de personnes: | 8539  | 8538    |
| Différence:          |       | -0,01 % |

## Quartiers
- Albinov
- Sečovce
- Kochanovce